# Пікабіша перекриття (шахи)
Перекриття́ пікабі́ша — ідея в шаховій композиції. Суть ідеї — у варіантах гри проходить взаємне перекриття пішака і слона.

## Історія
Перші розробки в задачах даної ідеї були на початку ХХ століття.
В одному варіанті в захисті після ходу пішака перекривається лінія дії слона і це послаблення використовує інша сторона. В другому варіанті після ходу слона перекривається лінія дії пішака, що використовується іншою стороною. Існує білий пікабіш і чорний пікабіш. При білому пікабішу білий пішак повинен стояти на 2-й горизонталі шахової дошки. При чорному пікабішу чорний пішак стоїть на 7-й горизонталі дошки.
Назва теми походить від перших половин англійських назв фігур — пішак (англ. pickaninny) і слон (англ. bishop), що й дало назву — pickabish, відповідно назва ідеї — перекриття пікабіша. В де-яких виданнях ідея має назву — тема пікабіша.
|   | a | b | c | d | e | f | g | h |   |
| 8 | a8 чорний слон · d8 білий король · c7 чорний пішак · d6 чорний король · b5 білий ферзь · f4 білий пішак · b3 білий слон | a8 чорний слон · d8 білий король · c7 чорний пішак · d6 чорний король · b5 білий ферзь · f4 білий пішак · b3 білий слон | a8 чорний слон · d8 білий король · c7 чорний пішак · d6 чорний король · b5 білий ферзь · f4 білий пішак · b3 білий слон | a8 чорний слон · d8 білий король · c7 чорний пішак · d6 чорний король · b5 білий ферзь · f4 білий пішак · b3 білий слон | a8 чорний слон · d8 білий король · c7 чорний пішак · d6 чорний король · b5 білий ферзь · f4 білий пішак · b3 білий слон | a8 чорний слон · d8 білий король · c7 чорний пішак · d6 чорний король · b5 білий ферзь · f4 білий пішак · b3 білий слон | a8 чорний слон · d8 білий король · c7 чорний пішак · d6 чорний король · b5 білий ферзь · f4 білий пішак · b3 білий слон | a8 чорний слон · d8 білий король · c7 чорний пішак · d6 чорний король · b5 білий ферзь · f4 білий пішак · b3 білий слон | 8 |
| 7 | a8 чорний слон · d8 білий король · c7 чорний пішак · d6 чорний король · b5 білий ферзь · f4 білий пішак · b3 білий слон | a8 чорний слон · d8 білий король · c7 чорний пішак · d6 чорний король · b5 білий ферзь · f4 білий пішак · b3 білий слон | a8 чорний слон · d8 білий король · c7 чорний пішак · d6 чорний король · b5 білий ферзь · f4 білий пішак · b3 білий слон | a8 чорний слон · d8 білий король · c7 чорний пішак · d6 чорний король · b5 білий ферзь · f4 білий пішак · b3 білий слон | a8 чорний слон · d8 білий король · c7 чорний пішак · d6 чорний король · b5 білий ферзь · f4 білий пішак · b3 білий слон | a8 чорний слон · d8 білий король · c7 чорний пішак · d6 чорний король · b5 білий ферзь · f4 білий пішак · b3 білий слон | a8 чорний слон · d8 білий король · c7 чорний пішак · d6 чорний король · b5 білий ферзь · f4 білий пішак · b3 білий слон | a8 чорний слон · d8 білий король · c7 чорний пішак · d6 чорний король · b5 білий ферзь · f4 білий пішак · b3 білий слон | 7 |
| 6 | a8 чорний слон · d8 білий король · c7 чорний пішак · d6 чорний король · b5 білий ферзь · f4 білий пішак · b3 білий слон | a8 чорний слон · d8 білий король · c7 чорний пішак · d6 чорний король · b5 білий ферзь · f4 білий пішак · b3 білий слон | a8 чорний слон · d8 білий король · c7 чорний пішак · d6 чорний король · b5 білий ферзь · f4 білий пішак · b3 білий слон | a8 чорний слон · d8 білий король · c7 чорний пішак · d6 чорний король · b5 білий ферзь · f4 білий пішак · b3 білий слон | a8 чорний слон · d8 білий король · c7 чорний пішак · d6 чорний король · b5 білий ферзь · f4 білий пішак · b3 білий слон | a8 чорний слон · d8 білий король · c7 чорний пішак · d6 чорний король · b5 білий ферзь · f4 білий пішак · b3 білий слон | a8 чорний слон · d8 білий король · c7 чорний пішак · d6 чорний король · b5 білий ферзь · f4 білий пішак · b3 білий слон | a8 чорний слон · d8 білий король · c7 чорний пішак · d6 чорний король · b5 білий ферзь · f4 білий пішак · b3 білий слон | 6 |
| 5 | a8 чорний слон · d8 білий король · c7 чорний пішак · d6 чорний король · b5 білий ферзь · f4 білий пішак · b3 білий слон | a8 чорний слон · d8 білий король · c7 чорний пішак · d6 чорний король · b5 білий ферзь · f4 білий пішак · b3 білий слон | a8 чорний слон · d8 білий король · c7 чорний пішак · d6 чорний король · b5 білий ферзь · f4 білий пішак · b3 білий слон | a8 чорний слон · d8 білий король · c7 чорний пішак · d6 чорний король · b5 білий ферзь · f4 білий пішак · b3 білий слон | a8 чорний слон · d8 білий король · c7 чорний пішак · d6 чорний король · b5 білий ферзь · f4 білий пішак · b3 білий слон | a8 чорний слон · d8 білий король · c7 чорний пішак · d6 чорний король · b5 білий ферзь · f4 білий пішак · b3 білий слон | a8 чорний слон · d8 білий король · c7 чорний пішак · d6 чорний король · b5 білий ферзь · f4 білий пішак · b3 білий слон | a8 чорний слон · d8 білий король · c7 чорний пішак · d6 чорний король · b5 білий ферзь · f4 білий пішак · b3 білий слон | 5 |
| 4 | a8 чорний слон · d8 білий король · c7 чорний пішак · d6 чорний король · b5 білий ферзь · f4 білий пішак · b3 білий слон | a8 чорний слон · d8 білий король · c7 чорний пішак · d6 чорний король · b5 білий ферзь · f4 білий пішак · b3 білий слон | a8 чорний слон · d8 білий король · c7 чорний пішак · d6 чорний король · b5 білий ферзь · f4 білий пішак · b3 білий слон | a8 чорний слон · d8 білий король · c7 чорний пішак · d6 чорний король · b5 білий ферзь · f4 білий пішак · b3 білий слон | a8 чорний слон · d8 білий король · c7 чорний пішак · d6 чорний король · b5 білий ферзь · f4 білий пішак · b3 білий слон | a8 чорний слон · d8 білий король · c7 чорний пішак · d6 чорний король · b5 білий ферзь · f4 білий пішак · b3 білий слон | a8 чорний слон · d8 білий король · c7 чорний пішак · d6 чорний король · b5 білий ферзь · f4 білий пішак · b3 білий слон | a8 чорний слон · d8 білий король · c7 чорний пішак · d6 чорний король · b5 білий ферзь · f4 білий пішак · b3 білий слон | 4 |
| 3 | a8 чорний слон · d8 білий король · c7 чорний пішак · d6 чорний король · b5 білий ферзь · f4 білий пішак · b3 білий слон | a8 чорний слон · d8 білий король · c7 чорний пішак · d6 чорний король · b5 білий ферзь · f4 білий пішак · b3 білий слон | a8 чорний слон · d8 білий король · c7 чорний пішак · d6 чорний король · b5 білий ферзь · f4 білий пішак · b3 білий слон | a8 чорний слон · d8 білий король · c7 чорний пішак · d6 чорний король · b5 білий ферзь · f4 білий пішак · b3 білий слон | a8 чорний слон · d8 білий король · c7 чорний пішак · d6 чорний король · b5 білий ферзь · f4 білий пішак · b3 білий слон | a8 чорний слон · d8 білий король · c7 чорний пішак · d6 чорний король · b5 білий ферзь · f4 білий пішак · b3 білий слон | a8 чорний слон · d8 білий король · c7 чорний пішак · d6 чорний король · b5 білий ферзь · f4 білий пішак · b3 білий слон | a8 чорний слон · d8 білий король · c7 чорний пішак · d6 чорний король · b5 білий ферзь · f4 білий пішак · b3 білий слон | 3 |
| 2 | a8 чорний слон · d8 білий король · c7 чорний пішак · d6 чорний король · b5 білий ферзь · f4 білий пішак · b3 білий слон | a8 чорний слон · d8 білий король · c7 чорний пішак · d6 чорний король · b5 білий ферзь · f4 білий пішак · b3 білий слон | a8 чорний слон · d8 білий король · c7 чорний пішак · d6 чорний король · b5 білий ферзь · f4 білий пішак · b3 білий слон | a8 чорний слон · d8 білий король · c7 чорний пішак · d6 чорний король · b5 білий ферзь · f4 білий пішак · b3 білий слон | a8 чорний слон · d8 білий король · c7 чорний пішак · d6 чорний король · b5 білий ферзь · f4 білий пішак · b3 білий слон | a8 чорний слон · d8 білий король · c7 чорний пішак · d6 чорний король · b5 білий ферзь · f4 білий пішак · b3 білий слон | a8 чорний слон · d8 білий король · c7 чорний пішак · d6 чорний король · b5 білий ферзь · f4 білий пішак · b3 білий слон | a8 чорний слон · d8 білий король · c7 чорний пішак · d6 чорний король · b5 білий ферзь · f4 білий пішак · b3 білий слон | 2 |
| 1 | a8 чорний слон · d8 білий король · c7 чорний пішак · d6 чорний король · b5 білий ферзь · f4 білий пішак · b3 білий слон | a8 чорний слон · d8 білий король · c7 чорний пішак · d6 чорний король · b5 білий ферзь · f4 білий пішак · b3 білий слон | a8 чорний слон · d8 білий король · c7 чорний пішак · d6 чорний король · b5 білий ферзь · f4 білий пішак · b3 білий слон | a8 чорний слон · d8 білий король · c7 чорний пішак · d6 чорний король · b5 білий ферзь · f4 білий пішак · b3 білий слон | a8 чорний слон · d8 білий король · c7 чорний пішак · d6 чорний король · b5 білий ферзь · f4 білий пішак · b3 білий слон | a8 чорний слон · d8 білий король · c7 чорний пішак · d6 чорний король · b5 білий ферзь · f4 білий пішак · b3 білий слон | a8 чорний слон · d8 білий король · c7 чорний пішак · d6 чорний король · b5 білий ферзь · f4 білий пішак · b3 білий слон | a8 чорний слон · d8 білий король · c7 чорний пішак · d6 чорний король · b5 білий ферзь · f4 білий пішак · b3 білий слон | 1 |
|   | a | b | c | d | e | f | g | h |   |

1. ... c6 2. De5#
1. ... c5 2. Dd7#
1. Dc4! ~ 2. D:c7#
1. ... c6  2. Dd4#
1. ... Lc6 2. Db4#
- — - — - — -
1. ... c5  2. De6#
1. ... Ld5 2. D:d5#
В задачі виражено чорну форму перекриття пікабіша, ще й пройшла проста переміна матів на ходи 1. ... с6, c5.

## Тема в кооперативному жанрі
|   | a | b | c | d | e | f | g | h |   |
| 8 | b8 білий слон · g8 чорний слон · b7 білий слон · e7 чорний пішак · a6 білий пішак · f6 чорний пішак · a5 чорна тура · d4 чорний кінь · g4 чорний пішак · h4 чорний пішак · a3 чорний пішак · c3 чорний пішак · d3 чорний кінь · h3 чорний пішак · f2 чорний король · d1 білий король · g1 чорний слон · h1 чорний ферзь | b8 білий слон · g8 чорний слон · b7 білий слон · e7 чорний пішак · a6 білий пішак · f6 чорний пішак · a5 чорна тура · d4 чорний кінь · g4 чорний пішак · h4 чорний пішак · a3 чорний пішак · c3 чорний пішак · d3 чорний кінь · h3 чорний пішак · f2 чорний король · d1 білий король · g1 чорний слон · h1 чорний ферзь | b8 білий слон · g8 чорний слон · b7 білий слон · e7 чорний пішак · a6 білий пішак · f6 чорний пішак · a5 чорна тура · d4 чорний кінь · g4 чорний пішак · h4 чорний пішак · a3 чорний пішак · c3 чорний пішак · d3 чорний кінь · h3 чорний пішак · f2 чорний король · d1 білий король · g1 чорний слон · h1 чорний ферзь | b8 білий слон · g8 чорний слон · b7 білий слон · e7 чорний пішак · a6 білий пішак · f6 чорний пішак · a5 чорна тура · d4 чорний кінь · g4 чорний пішак · h4 чорний пішак · a3 чорний пішак · c3 чорний пішак · d3 чорний кінь · h3 чорний пішак · f2 чорний король · d1 білий король · g1 чорний слон · h1 чорний ферзь | b8 білий слон · g8 чорний слон · b7 білий слон · e7 чорний пішак · a6 білий пішак · f6 чорний пішак · a5 чорна тура · d4 чорний кінь · g4 чорний пішак · h4 чорний пішак · a3 чорний пішак · c3 чорний пішак · d3 чорний кінь · h3 чорний пішак · f2 чорний король · d1 білий король · g1 чорний слон · h1 чорний ферзь | b8 білий слон · g8 чорний слон · b7 білий слон · e7 чорний пішак · a6 білий пішак · f6 чорний пішак · a5 чорна тура · d4 чорний кінь · g4 чорний пішак · h4 чорний пішак · a3 чорний пішак · c3 чорний пішак · d3 чорний кінь · h3 чорний пішак · f2 чорний король · d1 білий король · g1 чорний слон · h1 чорний ферзь | b8 білий слон · g8 чорний слон · b7 білий слон · e7 чорний пішак · a6 білий пішак · f6 чорний пішак · a5 чорна тура · d4 чорний кінь · g4 чорний пішак · h4 чорний пішак · a3 чорний пішак · c3 чорний пішак · d3 чорний кінь · h3 чорний пішак · f2 чорний король · d1 білий король · g1 чорний слон · h1 чорний ферзь | b8 білий слон · g8 чорний слон · b7 білий слон · e7 чорний пішак · a6 білий пішак · f6 чорний пішак · a5 чорна тура · d4 чорний кінь · g4 чорний пішак · h4 чорний пішак · a3 чорний пішак · c3 чорний пішак · d3 чорний кінь · h3 чорний пішак · f2 чорний король · d1 білий король · g1 чорний слон · h1 чорний ферзь | 8 |
| 7 | b8 білий слон · g8 чорний слон · b7 білий слон · e7 чорний пішак · a6 білий пішак · f6 чорний пішак · a5 чорна тура · d4 чорний кінь · g4 чорний пішак · h4 чорний пішак · a3 чорний пішак · c3 чорний пішак · d3 чорний кінь · h3 чорний пішак · f2 чорний король · d1 білий король · g1 чорний слон · h1 чорний ферзь | b8 білий слон · g8 чорний слон · b7 білий слон · e7 чорний пішак · a6 білий пішак · f6 чорний пішак · a5 чорна тура · d4 чорний кінь · g4 чорний пішак · h4 чорний пішак · a3 чорний пішак · c3 чорний пішак · d3 чорний кінь · h3 чорний пішак · f2 чорний король · d1 білий король · g1 чорний слон · h1 чорний ферзь | b8 білий слон · g8 чорний слон · b7 білий слон · e7 чорний пішак · a6 білий пішак · f6 чорний пішак · a5 чорна тура · d4 чорний кінь · g4 чорний пішак · h4 чорний пішак · a3 чорний пішак · c3 чорний пішак · d3 чорний кінь · h3 чорний пішак · f2 чорний король · d1 білий король · g1 чорний слон · h1 чорний ферзь | b8 білий слон · g8 чорний слон · b7 білий слон · e7 чорний пішак · a6 білий пішак · f6 чорний пішак · a5 чорна тура · d4 чорний кінь · g4 чорний пішак · h4 чорний пішак · a3 чорний пішак · c3 чорний пішак · d3 чорний кінь · h3 чорний пішак · f2 чорний король · d1 білий король · g1 чорний слон · h1 чорний ферзь | b8 білий слон · g8 чорний слон · b7 білий слон · e7 чорний пішак · a6 білий пішак · f6 чорний пішак · a5 чорна тура · d4 чорний кінь · g4 чорний пішак · h4 чорний пішак · a3 чорний пішак · c3 чорний пішак · d3 чорний кінь · h3 чорний пішак · f2 чорний король · d1 білий король · g1 чорний слон · h1 чорний ферзь | b8 білий слон · g8 чорний слон · b7 білий слон · e7 чорний пішак · a6 білий пішак · f6 чорний пішак · a5 чорна тура · d4 чорний кінь · g4 чорний пішак · h4 чорний пішак · a3 чорний пішак · c3 чорний пішак · d3 чорний кінь · h3 чорний пішак · f2 чорний король · d1 білий король · g1 чорний слон · h1 чорний ферзь | b8 білий слон · g8 чорний слон · b7 білий слон · e7 чорний пішак · a6 білий пішак · f6 чорний пішак · a5 чорна тура · d4 чорний кінь · g4 чорний пішак · h4 чорний пішак · a3 чорний пішак · c3 чорний пішак · d3 чорний кінь · h3 чорний пішак · f2 чорний король · d1 білий король · g1 чорний слон · h1 чорний ферзь | b8 білий слон · g8 чорний слон · b7 білий слон · e7 чорний пішак · a6 білий пішак · f6 чорний пішак · a5 чорна тура · d4 чорний кінь · g4 чорний пішак · h4 чорний пішак · a3 чорний пішак · c3 чорний пішак · d3 чорний кінь · h3 чорний пішак · f2 чорний король · d1 білий король · g1 чорний слон · h1 чорний ферзь | 7 |
| 6 | b8 білий слон · g8 чорний слон · b7 білий слон · e7 чорний пішак · a6 білий пішак · f6 чорний пішак · a5 чорна тура · d4 чорний кінь · g4 чорний пішак · h4 чорний пішак · a3 чорний пішак · c3 чорний пішак · d3 чорний кінь · h3 чорний пішак · f2 чорний король · d1 білий король · g1 чорний слон · h1 чорний ферзь | b8 білий слон · g8 чорний слон · b7 білий слон · e7 чорний пішак · a6 білий пішак · f6 чорний пішак · a5 чорна тура · d4 чорний кінь · g4 чорний пішак · h4 чорний пішак · a3 чорний пішак · c3 чорний пішак · d3 чорний кінь · h3 чорний пішак · f2 чорний король · d1 білий король · g1 чорний слон · h1 чорний ферзь | b8 білий слон · g8 чорний слон · b7 білий слон · e7 чорний пішак · a6 білий пішак · f6 чорний пішак · a5 чорна тура · d4 чорний кінь · g4 чорний пішак · h4 чорний пішак · a3 чорний пішак · c3 чорний пішак · d3 чорний кінь · h3 чорний пішак · f2 чорний король · d1 білий король · g1 чорний слон · h1 чорний ферзь | b8 білий слон · g8 чорний слон · b7 білий слон · e7 чорний пішак · a6 білий пішак · f6 чорний пішак · a5 чорна тура · d4 чорний кінь · g4 чорний пішак · h4 чорний пішак · a3 чорний пішак · c3 чорний пішак · d3 чорний кінь · h3 чорний пішак · f2 чорний король · d1 білий король · g1 чорний слон · h1 чорний ферзь | b8 білий слон · g8 чорний слон · b7 білий слон · e7 чорний пішак · a6 білий пішак · f6 чорний пішак · a5 чорна тура · d4 чорний кінь · g4 чорний пішак · h4 чорний пішак · a3 чорний пішак · c3 чорний пішак · d3 чорний кінь · h3 чорний пішак · f2 чорний король · d1 білий король · g1 чорний слон · h1 чорний ферзь | b8 білий слон · g8 чорний слон · b7 білий слон · e7 чорний пішак · a6 білий пішак · f6 чорний пішак · a5 чорна тура · d4 чорний кінь · g4 чорний пішак · h4 чорний пішак · a3 чорний пішак · c3 чорний пішак · d3 чорний кінь · h3 чорний пішак · f2 чорний король · d1 білий король · g1 чорний слон · h1 чорний ферзь | b8 білий слон · g8 чорний слон · b7 білий слон · e7 чорний пішак · a6 білий пішак · f6 чорний пішак · a5 чорна тура · d4 чорний кінь · g4 чорний пішак · h4 чорний пішак · a3 чорний пішак · c3 чорний пішак · d3 чорний кінь · h3 чорний пішак · f2 чорний король · d1 білий король · g1 чорний слон · h1 чорний ферзь | b8 білий слон · g8 чорний слон · b7 білий слон · e7 чорний пішак · a6 білий пішак · f6 чорний пішак · a5 чорна тура · d4 чорний кінь · g4 чорний пішак · h4 чорний пішак · a3 чорний пішак · c3 чорний пішак · d3 чорний кінь · h3 чорний пішак · f2 чорний король · d1 білий король · g1 чорний слон · h1 чорний ферзь | 6 |
| 5 | b8 білий слон · g8 чорний слон · b7 білий слон · e7 чорний пішак · a6 білий пішак · f6 чорний пішак · a5 чорна тура · d4 чорний кінь · g4 чорний пішак · h4 чорний пішак · a3 чорний пішак · c3 чорний пішак · d3 чорний кінь · h3 чорний пішак · f2 чорний король · d1 білий король · g1 чорний слон · h1 чорний ферзь | b8 білий слон · g8 чорний слон · b7 білий слон · e7 чорний пішак · a6 білий пішак · f6 чорний пішак · a5 чорна тура · d4 чорний кінь · g4 чорний пішак · h4 чорний пішак · a3 чорний пішак · c3 чорний пішак · d3 чорний кінь · h3 чорний пішак · f2 чорний король · d1 білий король · g1 чорний слон · h1 чорний ферзь | b8 білий слон · g8 чорний слон · b7 білий слон · e7 чорний пішак · a6 білий пішак · f6 чорний пішак · a5 чорна тура · d4 чорний кінь · g4 чорний пішак · h4 чорний пішак · a3 чорний пішак · c3 чорний пішак · d3 чорний кінь · h3 чорний пішак · f2 чорний король · d1 білий король · g1 чорний слон · h1 чорний ферзь | b8 білий слон · g8 чорний слон · b7 білий слон · e7 чорний пішак · a6 білий пішак · f6 чорний пішак · a5 чорна тура · d4 чорний кінь · g4 чорний пішак · h4 чорний пішак · a3 чорний пішак · c3 чорний пішак · d3 чорний кінь · h3 чорний пішак · f2 чорний король · d1 білий король · g1 чорний слон · h1 чорний ферзь | b8 білий слон · g8 чорний слон · b7 білий слон · e7 чорний пішак · a6 білий пішак · f6 чорний пішак · a5 чорна тура · d4 чорний кінь · g4 чорний пішак · h4 чорний пішак · a3 чорний пішак · c3 чорний пішак · d3 чорний кінь · h3 чорний пішак · f2 чорний король · d1 білий король · g1 чорний слон · h1 чорний ферзь | b8 білий слон · g8 чорний слон · b7 білий слон · e7 чорний пішак · a6 білий пішак · f6 чорний пішак · a5 чорна тура · d4 чорний кінь · g4 чорний пішак · h4 чорний пішак · a3 чорний пішак · c3 чорний пішак · d3 чорний кінь · h3 чорний пішак · f2 чорний король · d1 білий король · g1 чорний слон · h1 чорний ферзь | b8 білий слон · g8 чорний слон · b7 білий слон · e7 чорний пішак · a6 білий пішак · f6 чорний пішак · a5 чорна тура · d4 чорний кінь · g4 чорний пішак · h4 чорний пішак · a3 чорний пішак · c3 чорний пішак · d3 чорний кінь · h3 чорний пішак · f2 чорний король · d1 білий король · g1 чорний слон · h1 чорний ферзь | b8 білий слон · g8 чорний слон · b7 білий слон · e7 чорний пішак · a6 білий пішак · f6 чорний пішак · a5 чорна тура · d4 чорний кінь · g4 чорний пішак · h4 чорний пішак · a3 чорний пішак · c3 чорний пішак · d3 чорний кінь · h3 чорний пішак · f2 чорний король · d1 білий король · g1 чорний слон · h1 чорний ферзь | 5 |
| 4 | b8 білий слон · g8 чорний слон · b7 білий слон · e7 чорний пішак · a6 білий пішак · f6 чорний пішак · a5 чорна тура · d4 чорний кінь · g4 чорний пішак · h4 чорний пішак · a3 чорний пішак · c3 чорний пішак · d3 чорний кінь · h3 чорний пішак · f2 чорний король · d1 білий король · g1 чорний слон · h1 чорний ферзь | b8 білий слон · g8 чорний слон · b7 білий слон · e7 чорний пішак · a6 білий пішак · f6 чорний пішак · a5 чорна тура · d4 чорний кінь · g4 чорний пішак · h4 чорний пішак · a3 чорний пішак · c3 чорний пішак · d3 чорний кінь · h3 чорний пішак · f2 чорний король · d1 білий король · g1 чорний слон · h1 чорний ферзь | b8 білий слон · g8 чорний слон · b7 білий слон · e7 чорний пішак · a6 білий пішак · f6 чорний пішак · a5 чорна тура · d4 чорний кінь · g4 чорний пішак · h4 чорний пішак · a3 чорний пішак · c3 чорний пішак · d3 чорний кінь · h3 чорний пішак · f2 чорний король · d1 білий король · g1 чорний слон · h1 чорний ферзь | b8 білий слон · g8 чорний слон · b7 білий слон · e7 чорний пішак · a6 білий пішак · f6 чорний пішак · a5 чорна тура · d4 чорний кінь · g4 чорний пішак · h4 чорний пішак · a3 чорний пішак · c3 чорний пішак · d3 чорний кінь · h3 чорний пішак · f2 чорний король · d1 білий король · g1 чорний слон · h1 чорний ферзь | b8 білий слон · g8 чорний слон · b7 білий слон · e7 чорний пішак · a6 білий пішак · f6 чорний пішак · a5 чорна тура · d4 чорний кінь · g4 чорний пішак · h4 чорний пішак · a3 чорний пішак · c3 чорний пішак · d3 чорний кінь · h3 чорний пішак · f2 чорний король · d1 білий король · g1 чорний слон · h1 чорний ферзь | b8 білий слон · g8 чорний слон · b7 білий слон · e7 чорний пішак · a6 білий пішак · f6 чорний пішак · a5 чорна тура · d4 чорний кінь · g4 чорний пішак · h4 чорний пішак · a3 чорний пішак · c3 чорний пішак · d3 чорний кінь · h3 чорний пішак · f2 чорний король · d1 білий король · g1 чорний слон · h1 чорний ферзь | b8 білий слон · g8 чорний слон · b7 білий слон · e7 чорний пішак · a6 білий пішак · f6 чорний пішак · a5 чорна тура · d4 чорний кінь · g4 чорний пішак · h4 чорний пішак · a3 чорний пішак · c3 чорний пішак · d3 чорний кінь · h3 чорний пішак · f2 чорний король · d1 білий король · g1 чорний слон · h1 чорний ферзь | b8 білий слон · g8 чорний слон · b7 білий слон · e7 чорний пішак · a6 білий пішак · f6 чорний пішак · a5 чорна тура · d4 чорний кінь · g4 чорний пішак · h4 чорний пішак · a3 чорний пішак · c3 чорний пішак · d3 чорний кінь · h3 чорний пішак · f2 чорний король · d1 білий король · g1 чорний слон · h1 чорний ферзь | 4 |
| 3 | b8 білий слон · g8 чорний слон · b7 білий слон · e7 чорний пішак · a6 білий пішак · f6 чорний пішак · a5 чорна тура · d4 чорний кінь · g4 чорний пішак · h4 чорний пішак · a3 чорний пішак · c3 чорний пішак · d3 чорний кінь · h3 чорний пішак · f2 чорний король · d1 білий король · g1 чорний слон · h1 чорний ферзь | b8 білий слон · g8 чорний слон · b7 білий слон · e7 чорний пішак · a6 білий пішак · f6 чорний пішак · a5 чорна тура · d4 чорний кінь · g4 чорний пішак · h4 чорний пішак · a3 чорний пішак · c3 чорний пішак · d3 чорний кінь · h3 чорний пішак · f2 чорний король · d1 білий король · g1 чорний слон · h1 чорний ферзь | b8 білий слон · g8 чорний слон · b7 білий слон · e7 чорний пішак · a6 білий пішак · f6 чорний пішак · a5 чорна тура · d4 чорний кінь · g4 чорний пішак · h4 чорний пішак · a3 чорний пішак · c3 чорний пішак · d3 чорний кінь · h3 чорний пішак · f2 чорний король · d1 білий король · g1 чорний слон · h1 чорний ферзь | b8 білий слон · g8 чорний слон · b7 білий слон · e7 чорний пішак · a6 білий пішак · f6 чорний пішак · a5 чорна тура · d4 чорний кінь · g4 чорний пішак · h4 чорний пішак · a3 чорний пішак · c3 чорний пішак · d3 чорний кінь · h3 чорний пішак · f2 чорний король · d1 білий король · g1 чорний слон · h1 чорний ферзь | b8 білий слон · g8 чорний слон · b7 білий слон · e7 чорний пішак · a6 білий пішак · f6 чорний пішак · a5 чорна тура · d4 чорний кінь · g4 чорний пішак · h4 чорний пішак · a3 чорний пішак · c3 чорний пішак · d3 чорний кінь · h3 чорний пішак · f2 чорний король · d1 білий король · g1 чорний слон · h1 чорний ферзь | b8 білий слон · g8 чорний слон · b7 білий слон · e7 чорний пішак · a6 білий пішак · f6 чорний пішак · a5 чорна тура · d4 чорний кінь · g4 чорний пішак · h4 чорний пішак · a3 чорний пішак · c3 чорний пішак · d3 чорний кінь · h3 чорний пішак · f2 чорний король · d1 білий король · g1 чорний слон · h1 чорний ферзь | b8 білий слон · g8 чорний слон · b7 білий слон · e7 чорний пішак · a6 білий пішак · f6 чорний пішак · a5 чорна тура · d4 чорний кінь · g4 чорний пішак · h4 чорний пішак · a3 чорний пішак · c3 чорний пішак · d3 чорний кінь · h3 чорний пішак · f2 чорний король · d1 білий король · g1 чорний слон · h1 чорний ферзь | b8 білий слон · g8 чорний слон · b7 білий слон · e7 чорний пішак · a6 білий пішак · f6 чорний пішак · a5 чорна тура · d4 чорний кінь · g4 чорний пішак · h4 чорний пішак · a3 чорний пішак · c3 чорний пішак · d3 чорний кінь · h3 чорний пішак · f2 чорний король · d1 білий король · g1 чорний слон · h1 чорний ферзь | 3 |
| 2 | b8 білий слон · g8 чорний слон · b7 білий слон · e7 чорний пішак · a6 білий пішак · f6 чорний пішак · a5 чорна тура · d4 чорний кінь · g4 чорний пішак · h4 чорний пішак · a3 чорний пішак · c3 чорний пішак · d3 чорний кінь · h3 чорний пішак · f2 чорний король · d1 білий король · g1 чорний слон · h1 чорний ферзь | b8 білий слон · g8 чорний слон · b7 білий слон · e7 чорний пішак · a6 білий пішак · f6 чорний пішак · a5 чорна тура · d4 чорний кінь · g4 чорний пішак · h4 чорний пішак · a3 чорний пішак · c3 чорний пішак · d3 чорний кінь · h3 чорний пішак · f2 чорний король · d1 білий король · g1 чорний слон · h1 чорний ферзь | b8 білий слон · g8 чорний слон · b7 білий слон · e7 чорний пішак · a6 білий пішак · f6 чорний пішак · a5 чорна тура · d4 чорний кінь · g4 чорний пішак · h4 чорний пішак · a3 чорний пішак · c3 чорний пішак · d3 чорний кінь · h3 чорний пішак · f2 чорний король · d1 білий король · g1 чорний слон · h1 чорний ферзь | b8 білий слон · g8 чорний слон · b7 білий слон · e7 чорний пішак · a6 білий пішак · f6 чорний пішак · a5 чорна тура · d4 чорний кінь · g4 чорний пішак · h4 чорний пішак · a3 чорний пішак · c3 чорний пішак · d3 чорний кінь · h3 чорний пішак · f2 чорний король · d1 білий король · g1 чорний слон · h1 чорний ферзь | b8 білий слон · g8 чорний слон · b7 білий слон · e7 чорний пішак · a6 білий пішак · f6 чорний пішак · a5 чорна тура · d4 чорний кінь · g4 чорний пішак · h4 чорний пішак · a3 чорний пішак · c3 чорний пішак · d3 чорний кінь · h3 чорний пішак · f2 чорний король · d1 білий король · g1 чорний слон · h1 чорний ферзь | b8 білий слон · g8 чорний слон · b7 білий слон · e7 чорний пішак · a6 білий пішак · f6 чорний пішак · a5 чорна тура · d4 чорний кінь · g4 чорний пішак · h4 чорний пішак · a3 чорний пішак · c3 чорний пішак · d3 чорний кінь · h3 чорний пішак · f2 чорний король · d1 білий король · g1 чорний слон · h1 чорний ферзь | b8 білий слон · g8 чорний слон · b7 білий слон · e7 чорний пішак · a6 білий пішак · f6 чорний пішак · a5 чорна тура · d4 чорний кінь · g4 чорний пішак · h4 чорний пішак · a3 чорний пішак · c3 чорний пішак · d3 чорний кінь · h3 чорний пішак · f2 чорний король · d1 білий король · g1 чорний слон · h1 чорний ферзь | b8 білий слон · g8 чорний слон · b7 білий слон · e7 чорний пішак · a6 білий пішак · f6 чорний пішак · a5 чорна тура · d4 чорний кінь · g4 чорний пішак · h4 чорний пішак · a3 чорний пішак · c3 чорний пішак · d3 чорний кінь · h3 чорний пішак · f2 чорний король · d1 білий король · g1 чорний слон · h1 чорний ферзь | 2 |
| 1 | b8 білий слон · g8 чорний слон · b7 білий слон · e7 чорний пішак · a6 білий пішак · f6 чорний пішак · a5 чорна тура · d4 чорний кінь · g4 чорний пішак · h4 чорний пішак · a3 чорний пішак · c3 чорний пішак · d3 чорний кінь · h3 чорний пішак · f2 чорний король · d1 білий король · g1 чорний слон · h1 чорний ферзь | b8 білий слон · g8 чорний слон · b7 білий слон · e7 чорний пішак · a6 білий пішак · f6 чорний пішак · a5 чорна тура · d4 чорний кінь · g4 чорний пішак · h4 чорний пішак · a3 чорний пішак · c3 чорний пішак · d3 чорний кінь · h3 чорний пішак · f2 чорний король · d1 білий король · g1 чорний слон · h1 чорний ферзь | b8 білий слон · g8 чорний слон · b7 білий слон · e7 чорний пішак · a6 білий пішак · f6 чорний пішак · a5 чорна тура · d4 чорний кінь · g4 чорний пішак · h4 чорний пішак · a3 чорний пішак · c3 чорний пішак · d3 чорний кінь · h3 чорний пішак · f2 чорний король · d1 білий король · g1 чорний слон · h1 чорний ферзь | b8 білий слон · g8 чорний слон · b7 білий слон · e7 чорний пішак · a6 білий пішак · f6 чорний пішак · a5 чорна тура · d4 чорний кінь · g4 чорний пішак · h4 чорний пішак · a3 чорний пішак · c3 чорний пішак · d3 чорний кінь · h3 чорний пішак · f2 чорний король · d1 білий король · g1 чорний слон · h1 чорний ферзь | b8 білий слон · g8 чорний слон · b7 білий слон · e7 чорний пішак · a6 білий пішак · f6 чорний пішак · a5 чорна тура · d4 чорний кінь · g4 чорний пішак · h4 чорний пішак · a3 чорний пішак · c3 чорний пішак · d3 чорний кінь · h3 чорний пішак · f2 чорний король · d1 білий король · g1 чорний слон · h1 чорний ферзь | b8 білий слон · g8 чорний слон · b7 білий слон · e7 чорний пішак · a6 білий пішак · f6 чорний пішак · a5 чорна тура · d4 чорний кінь · g4 чорний пішак · h4 чорний пішак · a3 чорний пішак · c3 чорний пішак · d3 чорний кінь · h3 чорний пішак · f2 чорний король · d1 білий король · g1 чорний слон · h1 чорний ферзь | b8 білий слон · g8 чорний слон · b7 білий слон · e7 чорний пішак · a6 білий пішак · f6 чорний пішак · a5 чорна тура · d4 чорний кінь · g4 чорний пішак · h4 чорний пішак · a3 чорний пішак · c3 чорний пішак · d3 чорний кінь · h3 чорний пішак · f2 чорний король · d1 білий король · g1 чорний слон · h1 чорний ферзь | b8 білий слон · g8 чорний слон · b7 білий слон · e7 чорний пішак · a6 білий пішак · f6 чорний пішак · a5 чорна тура · d4 чорний кінь · g4 чорний пішак · h4 чорний пішак · a3 чорний пішак · c3 чорний пішак · d3 чорний кінь · h3 чорний пішак · f2 чорний король · d1 білий король · g1 чорний слон · h1 чорний ферзь | 1 |
|   | a | b | c | d | e | f | g | h |   |

I  1.Sb5 Bb7–c8! (Ba7?) 2.Kg2 Ke2 3.e6 Bb7#
II 1.Sc5 Bb8–a7! (Bc8?) 2.Kg3 Ke1 3.Be6 Bb8# (MM)
 Тема Пікабіша проходить на тлі перекриття чорної тури, вибору гри білих і тематичному поверненню білих слонів.